# 공업화학
공업화학(工業化學, 영어: industrial chemistry)이란 화학공업에 있어서 물질을 제조하는 방법을 연구하는 화학 또는 공학의 한 분야이다. 공업적으로 물질을 제조하는 데에는 제조비와 사용하는 원료의 입수 편리성, 품질의 안정성, 사용하는 반응의 안전성, 폐기물의 처리 등이 중요하다. 이들을 감안하여 공업적인 제조에 적당한 물질의 합성법을 개발 및 연구하는 것이다.
천연자원인 석유, 석탄, 천연가스, 공기, 해수, 광석 등에서 다른 화학제품의 원료와 용매가 되는 화합물의 분리, 합성하는 방법과 그것들에서 플라스틱, 섬유, 의약품, 염료, 농약, 각종 재료 등에 사용되는 화합물을 합성하는 방법을 다룬다.
연구대상이 되는 물질이 유기화합물인가 무기화합물인가에 따라서 각각 유기공업화학, 무기공업화학으로 구분된다.
화학공학 중에서도 화학공업의 반응에 대해 연구하는 반응공학이라는 분야가 있으나 공업화학에 있어서는 반응 그 자체를 선정 또는 개발하는 것을 대상으로 하는 것에 비해 반응공학은 그 반응에 있어서 적당한 최적의 장비와 조건을 연구의 대상으로 삼는 것이 큰 차이이다.